# Temple Chevallier
Temple Chevallier (* 19. Oktober 1794 in  Badingham, Suffolk; † 4. November 1873 in Harrow Weald) war ein britischer Geistlicher, Mathematiker, Astronom und Philologe.
Chevallier war der Sohn eines Geistlichen und studierte ab 1813 zunächst vor allem Mathematik und Naturwissenschaften an der Universität Cambridge, mit dem Abschluss als Second Wrangler in den Tripos Prüfungen und dem zweiten Platz im Smith-Preis 1817. Er wurde Fellow des Pembroke College und später Tutor und Fellow am späteren St. Catherine’s College. 1818 wurde er als Geistlicher ordiniert und erhielt die Pfründe von St. Andrew the Great in Cambridge, die er 1821 bis 1834 hatte. 1820 erhielt er seinen Magister Artium Abschluss und 1825 den Bachelor in Divinity. 1826/1827 war er Hulsean Lecturer in Theologie in Cambridge und die Vorlesungen, die er hielt, wurden als Of the Proofs of Divine Power and Wisdom derived from the Studv of Astronomy 1835 veröffentlicht. 
1835 wurde er Professor für Mathematik an der neu gegründeten University of Durham, ab 1841 auch für Astronomie. Daneben hielt er auch Theologie-Vorlesungen, war Pfarrer in Esh bei Durham (wo er auch die Dorfschule gründete und die Kirche restaurierte) und war Reader in Hebräisch. 1839 gründete er dort ein Observatorium. 1865 wurde er Kanoniker in Durham. Nach einem Schlaganfall trat er 1871 von seinen Ämtern zurück.
Als Astronom unternahm er regelmäßige Beobachtungen von Sonnenflecken, des Neptun und der Jupitermonde. Außerdem führte er meteorologische Observationsreihen.
Er versuchte auch die Lehre der Naturwissenschaften in Durham aufzubauen (zunächst für Ingenieursstudenten), war aber wenig erfolgreich. Naturwissenschaftliche Klassen entstanden schließlich an der benachbarten Universität von Newcastle.
Chevallier war auch ein bedeutender klassischer Philologe, der Ausgaben und Übersetzungen von Kirchenvätern besorgte (Clemens von Alexandria, Polykarp von Smyrna, Ignatius von Antiochien, Tertullian, Justin der Märtyrer).
1825 bis zu ihrem Tod 1858 war er mit Catherine Wheelwright verheiratet, einer Amerikanerin, mit der er drei Kinder hatte, von denen zwei Töchter das Erwachsenenalter erreichten.
Der Mondkrater Chevallier ist nach ihm benannt.